# Liste des équipes continentales en 2020
Cet article liste les équipes continentales de cyclisme sur route en 2020 et reconnue par l'Union cycliste internationale.

## Liste des équipes

### Équipes africaines
| Équipes continentales africaines  | Équipes continentales africaines | Équipes continentales africaines |
| Nom de l'équipe                   | Pays                             | Code                             |
| --------------------------------- | -------------------------------- | -------------------------------- |
| ProTouch                          | Afrique du Sud                   | PRO                              |
| Groupement Sportif des Pétroliers | Algérie                          | GSP                              |
| BAI Sicasal Petro de Luanda       | Angola                           | BSP                              |
| Sidi Ali Pro Cycling Team         | Maroc                            | SPT                              |
| Benediction Ignite                | Rwanda                           | BIG                              |
| SKOL Adrien Cycling Team          | Rwanda                           | SAC                              |

### Équipes américaines
| Équipes continentales américaines           | Équipes continentales américaines | Équipes continentales américaines |
| Nom de l'équipe                             | Pays                              | Code                              |
| ------------------------------------------- | --------------------------------- | --------------------------------- |
| Agrupación Virgen de Fátima-SaddleDrunk     | Argentine                         | AVF                               |
| Equipo Continental Municipalidad de Pocito  | Argentine                         | EMP                               |
| Equipo Continental San Luis                 | Argentine                         | CSL                               |
| Municipalidad de Rawson                     | Argentine                         | MRW                               |
| Sindicato de Empleados Públicos de San Juan | Argentine                         | SEP                               |
| Transporte Puertas de Cuyo                  | Argentine                         | TPC                               |
| São Francisco Saúde-SME Ribeirão Preto      | Brésil                            | SFS                               |
| DC Bank/Probaclac                           | Canada                            | DCP                               |
| XSpeed United Continental                   | Canada                            | XSU                               |
| Colombia Tierra de Atletas-GW Bicicletas    | Colombie                          | CTA                               |
| EPM-Scott                                   | Colombie                          | EPM                               |
| Equipo Continental Orgullo Paisa            | Colombie                          | EOP                               |
| Equipo Continental Supergiros               | Colombie                          | ECS                               |
| Team Medellín                               | Colombie                          | MED                               |
| Best PC Ecuador                             | Équateur                          | BES                               |
| Aevolo                                      | États-Unis                        | AEV                               |
| Elevate-Webiplex Pro Cycling                | États-Unis                        | ELV                               |
| Hagens Berman Axeon                         | États-Unis                        | HBA                               |
| Hincapie LEOMO p/b BMC                      | États-Unis                        | HLB                               |
| Team Illuminate                             | États-Unis                        | ILU                               |
| Team Skyline                                | États-Unis                        | TSL                               |
| Wildlife Generation Pro Cycling             | États-Unis                        | WGC                               |
| Canel's Pro Cycling                         | Mexique                           | CAS                               |
| Crisa-SEEI Pro Cycling Team                 | Mexique                           | CRS                               |
| Massi Vivo-Conecta                          | Paraguay                          | MVC                               |
| Gios Kiwi Atlántico                         | Venezuela                         | GIO                               |

### Équipes asiatiques
| Équipes continentales asiatiques             | Équipes continentales asiatiques | Équipes continentales asiatiques |
| Nom de l'équipe                              | Pays                             | Code                             |
| -------------------------------------------- | -------------------------------- | -------------------------------- |
| Bahrain Cycling Academy                      | Bahreïn                          | BCA                              |
| Cambodia Cycling Academy                     | Cambodge                         | CCA                              |
| China Continental Team of Gansu Bank         | Chine                            | GCB                              |
| Docs Cycling Team                            | Chine                            | DCS                              |
| Giant Cycling Team                           | Chine                            | MSS                              |
| Hengxiang Cycling Team                       | Chine                            | HEN                              |
| Jilun Cycling Team                           | Chine                            | JLC                              |
| Kunbao Sport Continental Cycling Team        | Chine                            | KBS                              |
| Ningxia Sports Lottery Continental Team      | Chine                            | NLC                              |
| Shenzhen Xidesheng Cycling Team              | Chine                            | XDS                              |
| SSOIS Miogee Cycling Team                    | Chine                            | SMC                              |
| Tianyoude Hotel Cycling Team                 | Chine                            | TYD                              |
| Wunvhu Cycling Team                          | Chine                            | WNH                              |
| Yunnan Lvshan Landscape                      | Chine                            | YUN                              |
| Gapyeong Cycling Team                        | Corée du Sud                     | GPC                              |
| Geumsan Insam Cello                          | Corée du Sud                     | GIC                              |
| KSPO Professional                            | Corée du Sud                     | KSP                              |
| KTX Korail Cycling Team                      | Corée du Sud                     | KCT                              |
| LX Cycling Team                              | Corée du Sud                     | LXC                              |
| Seoul Cycling Team                           | Corée du Sud                     | SCT                              |
| Uijeongbu Cycling Team                       | Corée du Sud                     | UCT                              |
| HKSI Pro Cycling Team                        | Hong Kong                        | HKS                              |
| KFC Cycling Team                             | Indonésie                        | KFC                              |
| Mula                                         | Indonésie                        | MLA                              |
| Foolad Mobarakeh Sepahan                     | Iran                             | FSC                              |
| Mes Kerman Team                              | Iran                             | MES                              |
| Omidnia Mashhad Team                         | Iran                             | OMT                              |
| Tabriz Cycling Team                          | Iran                             | TCT                              |
| Aisan Racing Team                            | Japon                            | AIS                              |
| Kinan Cycling Team                           | Japon                            | KIN                              |
| Matrix-Powertag                              | Japon                            | MTR                              |
| Nasu Blasen                                  | Japon                            | NAS                              |
| Saitama DReVe                                | Japon                            | SDV                              |
| Shimano Racing Team                          | Japon                            | SMN                              |
| Team Bridgestone Cycling                     | Japon                            | BGT                              |
| Team Ukyo                                    | Japon                            | UKO                              |
| Utsunomiya Blitzen                           | Japon                            | BLZ                              |
| Victoire Hiroshima                           | Japon                            | VCH                              |
| Apple Team                                   | Kazakhstan                       | APL                              |
| Vino-Astana Motors                           | Kazakhstan                       | VAM                              |
| Team Sapura Cycling                          | Malaisie                         | TSC                              |
| Terengganu Inc-TSG Cycling Team              | Malaisie                         | TSG                              |
| 7Eleven Cliqq-Air 21 by Roadbike Philippines | Philippines                      | 7RP                              |
| Go for Gold Philippines                      | Philippines                      | G4G                              |
| Thailand Continental Cycling Team            | Thaïlande                        | TCC                              |

### Équipes européennes
| Équipes continentales européennes            | Équipes continentales européennes | Équipes continentales européennes |
| Nom de l'équipe                              | Pays                              | Code                              |
| -------------------------------------------- | --------------------------------- | --------------------------------- |
| Bike Aid                                     | Allemagne                         | BAI                               |
| Development Team Sunweb                      | Allemagne                         | DSU                               |
| LKT Team Brandenburg                         | Allemagne                         | LKT                               |
| Maloja Pushbikers                            | Allemagne                         | PBS                               |
| P&S Metalltechnik                            | Allemagne                         | PUS                               |
| Rad-net Rose Team                            | Allemagne                         | RNR                               |
| Team Dauner-Akkon                            | Allemagne                         | TDA                               |
| Team Lotto-Kern-Haus                         | Allemagne                         | LKH                               |
| Team SKS Sauerland NRW                       | Allemagne                         | SVL                               |
| Hrinkow Advarics Cycleang                    | Autriche                          | HAC                               |
| Sport.Land. Niederösterreich                 | Autriche                          | CTN                               |
| Team Felbermayr Simplon Wels                 | Autriche                          | RSW                               |
| Team Vorarlberg-Santic                       | Autriche                          | VBG                               |
| Tirol KTM Cycling Team                       | Autriche                          | TIR                               |
| WSA KTM Graz                                 | Autriche                          | WSA                               |
| Pauwels Sauzen-Bingoal                       | Belgique                          | PSB                               |
| Tarteletto-Isorex                            | Belgique                          | TIS                               |
| Telenet-Baloise Lions                        | Belgique                          | TBL                               |
| Wallonie-Bruxelles Development Team          | Belgique                          | WBD                               |
| Ferei-CCN                                    | Biélorussie                       | FCT                               |
| Minsk Cycling Club                           | Biélorussie                       | MCC                               |
| Meridiana Kamen Team                         | Croatie                           | MKT                               |
| BHS-PL Beton Bornholm                        | Danemark                          | BPC                               |
| Team ColoQuick                               | Danemark                          | TCQ                               |
| Equipo Kern Pharma                           | Espagne                           | EKP                               |
| Kometa-Xstra Cycling Team                    | Espagne                           | KTX                               |
| Tartu 2024 BalticChainCycling.com            | Estonie                           | TBC                               |
| Groupama-FDJ Continental                     | France                            | CGF                               |
| Natura4Ever-Roubaix Lille Métropole          | France                            | NRL                               |
| Saint Michel-Auber 93                        | France                            | AUB                               |
| Canyon dhb p/b Soreen                        | Grande-Bretagne                   | DHB                               |
| Ribble Weldtite Pro Cycling                  | Grande-Bretagne                   | RWC                               |
| SwiftCarbon Pro Cycling                      | Grande-Bretagne                   | SCB                               |
| Vitus Pro Cycling p/b Brother UK             | Grande-Bretagne                   | VIT                               |
| EvoPro Racing                                | Irlande                           | EVO                               |
| Israel Cycling Academy                       | Israël                            | ISA                               |
| Beltrami TSA-Marchiol                        | Italie                            | BTM                               |
| Biesse Arvedi                                | Italie                            | BIA                               |
| Casillo-Petroli Firenze-Hopplà               | Italie                            | CPH                               |
| Cycling Team Friuli ASD                      | Italie                            | CTF                               |
| D'Amico UM Tools                             | Italie                            | AZT                               |
| General Store-Essegibi-F.lli Curia           | Italie                            | GEF                               |
| Iseo Serrature-Rime-Carnovali                | Italie                            | IRC                               |
| NTT Continental Cycling Team                 | Italie                            | NPC                               |
| Sangemini-Trevigiani-MG.K Vis                | Italie                            | SAT                               |
| Team Colpack Ballan                          | Italie                            | CPK                               |
| Work Service-Dynatek-Vega                    | Italie                            | IWD                               |
| Amore & Vita-Prodir                          | Lettonie                          | AMO                               |
| Leopard Pro Cycling                          | Luxembourg                        | LPC                               |
| Joker Fuel of Norway                         | Norvège                           | JFN                               |
| Team Coop                                    | Norvège                           | TCO                               |
| À BLOC CT                                    | Pays-Bas                          | ABC                               |
| BEAT Cycling Club                            | Pays-Bas                          | BRT                               |
| Jumbo-Visma Development Team                 | Pays-Bas                          | JVD                               |
| Metec-TKH Continental Cyclingteam p/b Mantel | Pays-Bas                          | MET                               |
| SEG Racing Academy                           | Pays-Bas                          | SEG                               |
| Vlasman Cycling Team                         | Pays-Bas                          | VLA                               |
| VolkerWessels-Merckx Cycling Team            | Pays-Bas                          | VWM                               |
| CCC Development Team                         | Pologne                           | CDT                               |
| Mazowsze Serce Polski                        | Pologne                           | MSP                               |
| Voster ATS Team                              | Pologne                           | VOS                               |
| Wibatech Merx                                | Pologne                           | WIB                               |
| Atum General-Tavira-Maria Nova Hotel         | Portugal                          | ATM                               |
| Aviludo-Louletano                            | Portugal                          | AVL                               |
| Efapel                                       | Portugal                          | EFP                               |
| Feirense                                     | Portugal                          | CDF                               |
| Kelly-Simoldes-UDO                           | Portugal                          | KSU                               |
| LA Alumínios-LA Sport                        | Portugal                          | LAA                               |
| Miranda-Mortágua                             | Portugal                          | MIR                               |
| Radio Popular-Boavista                       | Portugal                          | RPB                               |
| W52-FC Porto                                 | Portugal                          | W52                               |
| Giotti Victoria                              | Roumanie                          | GTV                               |
| Team Novak                                   | Roumanie                          | TNV                               |
| Lokosphinx                                   | Russie                            | LOK                               |
| Dukla Banská Bystrica                        | Slovaquie                         | DKB                               |
| Adria Mobil                                  | Slovénie                          | ADR                               |
| Ljubljana Gusto Santic                       | Slovénie                          | LGS                               |
| Memil Pro Cycling                            | Suède                             | MPC                               |
| AKROS-Excelsior-Thömus                       | Suisse                            | AET                               |
| Swiss Racing Academy                         | Suisse                            | SRA                               |
| AC Sparta Praha                              | Tchéquie                          | ACS                               |
| Elkov-Kasper                                 | Tchéquie                          | ELK                               |
| Topforex Lapierre Pro Cycling Team           | Tchéquie                          | TLT                               |
| Tufo-Pardus Prostějov                        | Tchéquie                          | SKC                               |
| Salcano Sakarya BB Team                      | Turquie                           | SBB                               |
| Spor Toto Cycling Team                       | Turquie                           | STC                               |

### Équipes océaniennes
| Équipes continentales océaniennes  | Équipes continentales océaniennes | Équipes continentales océaniennes |
| Nom de l'équipe                    | Pays                              | Code                              |
| ---------------------------------- | --------------------------------- | --------------------------------- |
| ARA Pro Racing Sunshine Coast      | Australie                         | ACA                               |
| Nero Continental                   | Australie                         | NER                               |
| Oliver's Real Food Racing          | Australie                         | OLI                               |
| St George Continental Cycling Team | Australie                         | STG                               |
| Team BridgeLane                    | Australie                         | BLN                               |
| EuroCyclingTrips-CMI Pro Cycling   | Guam                              | CMI                               |
| Black Spoke Pro Cycling Academy    | Nouvelle-Zélande                  | BSC                               |